# لوسي أرتين
لوسي أرتين هي سيدة أعمال مصرية تنتمي للطائفة الأرمينية في مصر، وابنة شقيقة الممثلة لبلبة. في 1993، كانت صاحبة الفضيحة التي وُصفت بأنها أخطر قضايا الفساد في مصر خلال الخمس والعشرين سنة الأخيرة، والتي انتهت بالإطاحة بنائب رئيس الوزراء ووزير الدفاع والإنتاج الحربي المشير محمد عبد الحليم أبو غزالة، وبالرجلين الثاني والثالث في وزارة الداخلية بعد الوزير وهما اللواء حلمي الفقي مدير الأمن العام واللواء فادي الحبشي مدير المباحث، وبثلاثة قضاة. وقد أصدرت النيابة العامة قرارًا بمنع النشر في القضية بعدما تم تداولها في عدد كبير من الصحف، وبعدما تبين أن الأمر مجرد ادعاءات لا دليل عليها وانتهت بخروج أبو غزالة من منصبه كمساعد لرئيس الجمهورية وخروج الدكتور مصطفى الفقي مستشار الرئيس للمعلومات أيضًا من منصبه.
دارت قضية لوسي، التي أطلق عليها لقب «حسناء بيانكي»، حول استغلالها علاقاتها بكبار رجال الدولة لاستغلال نفوذهم والتدخل في الدعاوى القضائية ضد زوجها، أثيرت عبر طلب إحاطة تقدم به النائب كمال خالد، نائب دمياط، إلى مجلس الشعب.